# Dendrobium amplum
Dendrobium amplum är en orkidéart som beskrevs av John Lindley. Dendrobium amplum ingår i släktet Dendrobium, och familjen orkidéer. Inga underarter finns listade i Catalogue of Life.

## Bildgalleri

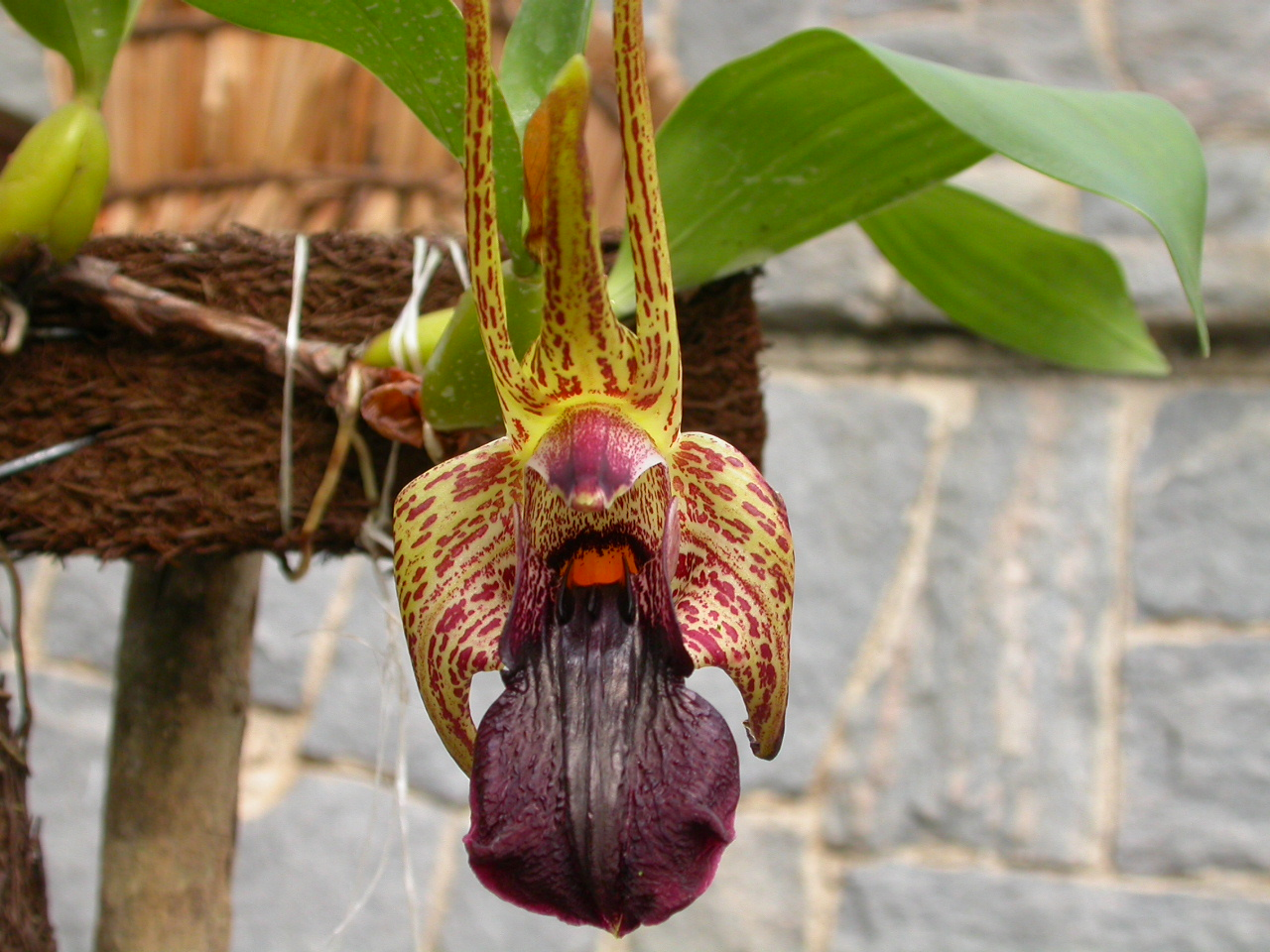
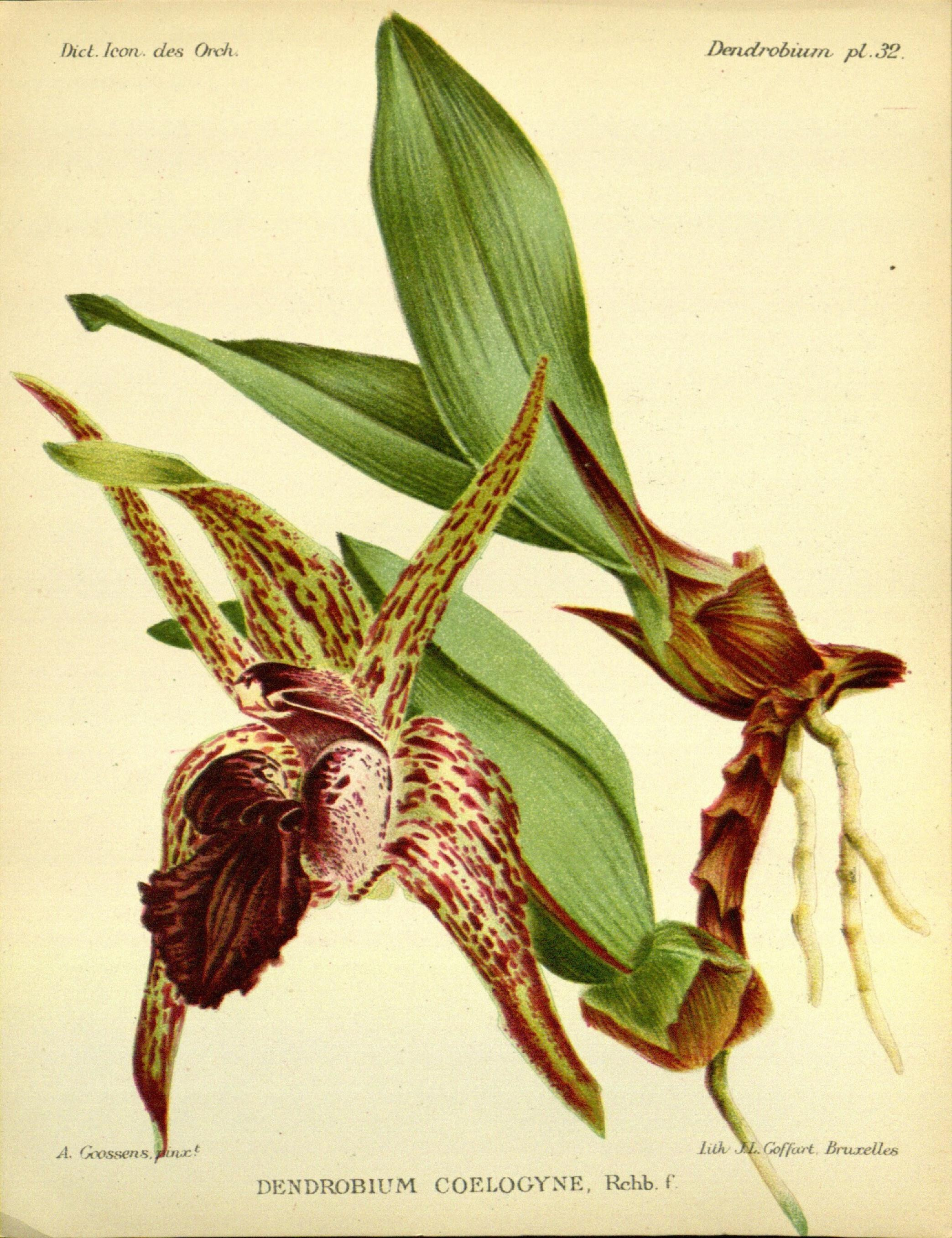